# Kátia Lund
Kátia Lund (ur. 1966 w São Paulo) – brazylijska reżyserka filmowa i scenarzystka.
W 1984 wyjechała na studia do Stanów Zjednoczonych (Uniwersytet Browna), gdzie zainteresowała się filmem. Po powrocie do Brazylii pracowała jako asystentka reżysera przy kręceniu klipów i filmów reklamowych. Zasłynęła jako autorka filmów dokumentalnych poruszających temat przemocy w fawelach.
Doświadczenie zdobyte przy ich realizacji sprawiło, że Fernando Meirelles wspólnie z nią nakręcił głośne Miasto Boga na podstawie powieści Paulo Linsa.
Wyreżyserowała segment Bilu e João w filmie Wszystkie niewidzialne dzieci (2005).